# Gragnano
Gragnano és un municipi italià, situat a la regió de Campània i a la Ciutat metropolitana de Nàpols. L'any 2023 tenia 27.960 habitants.